# Leisure Suit Larry
Leisure Suit Larry (oftmals als „Larry“ bezeichnet) ist eine Adventure-Reihe von Sierra On-Line. Schöpfer und geistiger Vater der Larry-Serie ist Al Lowe. Nach dem Verkauf von Sierra und dem späteren Zusammenschluss von Vivendi und Activision wurde die Marke an Codemasters abgestoßen. Ende 2017 wurde die Marke von Assemble Entertainment lizenziert, Markeninhaber ist weiterhin Codemasters.

## Handlung
Zentrales Handlungselement der Serie sind die Versuche des jeweiligen Protagonisten, sich mit Frauen zu verabreden und dabei die Liebe seines Lebens zu finden. In den 1980er- und 1990er-Jahren war dabei der namensgebende Mittvierziger Larry Laffer der Protagonist, ab 2004 übernahm auch sein Neffe Larry Lovage die Hauptrolle.

## Spielprinzip und Technik
Das erste Spiel der Reihe wurde 1987 als EGA-Grafikadventure veröffentlicht. Mit der Tastatur steuert man Larry Laffer durch verschiedene Orte wie eine Bar, ein Casino oder einen Supermarkt. Für die Interaktion gibt man wie bei einem Textadventure einfache Befehle ein, die von einem Parser abgearbeitet werden. Spätere Teile sind als Point-and-Click-Adventures umgesetzt. Allen Spielen ist die Parodie der billigen Softsexfilmchen der 1970er- und 1980er-Jahre gemein. Neben der durchaus vorhandenen Erotik steht Larrys peinliches Scheitern bei den Versuchen, attraktive, erfolgreiche Frauen zu erobern, im Mittelpunkt des Spiels.

## Spieletitel
| Jahr                   | Titel (englisch)                                                             | Titel (deutsch)                                                                | Genre                                  | Publisher                  | weitere Infos |
| Hauptreihe             | Hauptreihe                                                                   | Hauptreihe                                                                     | Hauptreihe                             | Hauptreihe                 | Hauptreihe |
| ---------------------- | ---------------------------------------------------------------------------- | ------------------------------------------------------------------------------ | -------------------------------------- | -------------------------- | --- |
| 1987                   | Leisure Suit Larry in the Land of the Lounge Lizards                         |                                                                                | Adventure                              | Sierra On-Line             | |
| 1988                   | Leisure Suit Larry Goes Looking for Love (In Several Wrong Places)           |                                                                                | Adventure                              | Sierra On-Line             | |
| 1989                   | Leisure Suit Larry 3: Passionate Patti in Pursuit of the Pulsating Pectorals | Leisure Suit Larry 3: Passionate Patti auf der Suche nach vibrierenden Muskeln | Adventure                              | Sierra On-Line             | |
| 1991                   | Leisure Suit Larry 5: Passionate Patti Does a Little Undercover Work         | Leisure Suit Larry 5: Passionate Patti macht beim Geheimdienst mit             | Adventure                              | Sierra On-Line             | |
| 1993                   | Leisure Suit Larry 6: Shape Up or Slip Out!                                  | Leisure Suit Larry 6: Reiß’ auf oder schieb ab!                                | Adventure                              | Sierra On-Line             | |
| 1996                   | Leisure Suit Larry 7: Love for Sail!                                         | Leisure Suit Larry 7: Yacht nach Liebe!                                        | Adventure                              | Sierra On-Line             | |
| 2018                   | Leisure Suit Larry: Wet Dreams Don’t Dry                                     |                                                                                | Adventure                              | Assemble Entertainment     | |
| 2020                   | Leisure Suit Larry: Wet Dreams Dry Twice                                     |                                                                                | Adventure                              | Assemble Entertainment     | |
| Ableger                |                                                                              |                                                                                |                                        |                            | |
| 1992                   | Crazy Nick’s Software Picks: Leisure Suit Larry’s Casino                     |                                                                                | Simulationsspiel                       | Sierra On-Line             | |
| 1998                   | Leisure Suit Larry’s Casino                                                  |                                                                                | Simulationsspiel                       | Sierra On-Line             | |
| 2004                   | Leisure Suit Larry: Magna Cum Laude                                          |                                                                                | Geschicklichkeitsspiel                 | Vivendi Universal          | |
| 2004                   |                                                                              | Leisure Suit Larry: Kühle Drinks & Heiße Girls                                 | Geschicklichkeitsspiel                 | Rondomedia                 | Kein englischer Titel, nur im deutschsprachigen Raum erschienen. |
| 2009                   | Leisure Suit Larry: Box Office Bust                                          |                                                                                | Open-World-Spiel                       | Codemasters                | |
| Remakes und Remastered |                                                                              |                                                                                |                                        |                            | |
| 1991                   | Leisure Suit Larry 1: In the Land of the Lounge Lizards                      |                                                                                | Adventure, VGA-Remake                  | Sierra On-Line             | |
| 2007                   | Leisure Suit Larry: Love for Sail                                            |                                                                                | Adventure, Handyspiel                  | Vivendi Universal          | |
| 2013                   | Leisure Suit Larry: Reloaded                                                 |                                                                                | Adventure                              | Replay Games               | |
| nicht veröffentlicht   |                                                                              |                                                                                |                                        |                            | |
|                        | Leisure Suit Larry 4: The Missing Floppies                                   |                                                                                | Adventure                              | Sierra On-Line             | Dieser Titel eines nie veröffentlichten vierten Teils wird als Insiderwitz von Al Lowe angesehen.                                                                                               |
|                        | Leisure Suit Larry 8: Lust in Space                                          |                                                                                | Adventure                              | Sierra On-Line             | Als eigentliche Fortsetzung von Leisure Suit Larry 7: Love for Sail! angedacht. Aber auf Grund Finanzierungskürzungen seitens Sierra On-Line wollte man keine Adventure-Spiele mehr entwickeln. |
|                        | Leisure Suit Larry: Pocket Party                                             |                                                                                | Vivendi Universal, Nokia, TKO-Software | Adventure, Handyspiel      | |
|                        | Leisure Suit Larry: Cocoa Butter                                             |                                                                                | Adventure                              | Target Corporation, Amazon | Als eigentliche Fortsetzung von Leisure Suit Larry: Magna Cum Laude angedacht. |

Zusätzlich zu den Einzelspielen erschienen einige Kompilationen:
- 1990: Leisure Suit Larry: Triple Pack (Sierra On-Line, enthält Leisure Suit Larry 1–3)
- 1994: Leisure Suit Larry’s Greatest Hits and Misses! (Sierra On-Line, enthält Leisure Suit Larry 1–6 sowie diverse Minigames)
- 1997: Leisure Suit Larry: Collection Series (Sierra On-Line, enthält Leisure Suit Larry 1–6 sowie diverse Minigames)
- 1999: Leisure Suit Larry: Ultimate Pleasure Pack (Sierra On-Line, enthält Leisure Suit Larry 1–7 und Leisure Suit Larry’s Casino)
- 2006: Leisure Suit Larry Collection (Sierra Entertainment, enthält Leisure Suit Larry 1–6)
- 2017: Leisure Suit Larry Collection (Assemble Entertainment, enthält Leisure Suit Larry 1–6 und Leisure Suit Larry – Magna Cum Laude Uncut und Uncensored!)

## Produktionsnotizen
1981 veröffentlichte On-Line Systems, das später in Sierra On-Line umbenannt wurde, das von Charles Benton programmierte Textadventure Softporn. Für Sierra On-Line arbeitete Al Lowe an Edutainment-Spielen mit Disneyfiguren als Protagonisten, als Sierra 1986 die Disney-Lizenz verlor. Lowe schlug daraufhin vor, ein Remake von Softporn zu produzieren, und wurde von den Sierra-Geschäftsführern Ken und Roberta Williams damit beauftragt. Lowe zufolge genoss er das volle Vertrauen der Williams und konnte beim Design des Spiels machen, was er wollte.
Larry war das erste weit verbreitete Spiel mit einem sogenannten Boss-Key (Cheftaste). Durch Drücken des Boss-Keys verschwand das Bild des Spiels auf dem Monitor, stattdessen wurde ein nach einer Kalkulation aussehendes Bild angezeigt. Bei genauerem Blick erkennt man jedoch, dass es sich um den Vergleich verschiedener Kondomtypen handelt. Zudem gab es nach Aktivierung der Boss-Key-Taste keine Möglichkeit mehr, ins Spiel zurückzukehren.
1989 richtete eine mit einem Computervirus verseuchte Kopie des Spiels Leisure Suit Larry in englischen Banken und Devisenfirmen mehrere Millionen Pfund Schaden an. Das Programm wurde von den Angestellten auf ihre Terminals kopiert und gespielt. Die Veröffentlichung dieses Vorfalls in den Medien zog zum einen eine gewisse Sensibilisierung der Öffentlichkeit zum Thema Computerviren nach sich, zum anderen aber wurde so das Gerücht geboren, dass alle Larry-Spiele von einem Virus infiziert seien. Von diesem Gerücht gab es im Lauf der Zeit weitere Varianten, zum Beispiel dass das Virus nur bei der Eingabe bestimmter Wörter aktiviert würde.
Die Nummerierung der Reihe springt von 3 auf 5, da Al Lowe zuvor versichert hatte, dass es keinen Teil 4 geben wird, da das Ende von Larry 3 eine Fortsetzung erschwert. Larry 5 folgt also nicht direkt auf Larry 3, sondern Larry leidet im fünften Teil an Gedächtnisschwund und hat alles, was im (imaginären) vierten Teil passiert ist, vergessen. Al Lowe bezeichnete den vierten Teil spaßeshalber als Leisure Suit Larry – The Missing Floppies (dt.: „Leisure Suit Larry – Die fehlenden Disketten“).
Teil 7 enthält einen Hinweis auf Leisure Suit Larry: Lust im Weltraum, der eigentlich als 8. Teil geplant war: an Bord des Kreuzfahrtschiffes im 7. Spiel konnte man einige Decks nicht betreten mit dem Hinweis: „Dieses Deck ist reserviert für Leisure Suit Larry 8: Lust im Weltraum“. Eigentlich sollte Teil 8 im Jahr 1998 erscheinen. Dieses Spiel erschien jedoch nie, da Sierra beschlossen hatte, keine Adventures mehr zu produzieren. 2003 gab Sierra bekannt, dass mit Magna Cum Laude doch noch ein weiterer Teil der Serie erscheinen sollte. Dieser wurde allerdings ohne die Mitwirkung von Al Lowe produziert und unterscheidet sich stark von den anderen Spielen der Serie. Neben dem Wechsel auf 3D-Grafik hat sich auch der Spielinhalt von adventure-typischen Rätseln auf simple Geschicklichkeitsspiele verlagert.
Al Lowe sagt über Magna Cum Laude, er sei an der Entwicklung nicht beteiligt gewesen und das Spiel sei nicht Larry 8. Es handle sich dabei um kein Adventure-Spiel, da es keine Rätsel, interaktiven Dialoge, keine Charakterentwicklung und fast keine Handlung gebe. Die Minispiele seien störend und langweilig. Der Hauptdarsteller heißt diesmal Larry Lovage (in der deutschen Fassung gesprochen von Oliver Pocher), ist der Neffe von Larry Laffer und trägt auch keinen weißen Polyesteranzug (das Markenzeichen seines Onkels).
Das 2007 erschienene Leisure Suit Larry: Love for Sail hat nichts mit dem 1996 erschienenen Teil der Originalserie zu tun. Es handelt sich dabei um ein vom französischen Studio The Mighty Trolglodytes entwickeltes und von Vivendi Universal vertriebenes Adventure für mobile Endgeräte mit implementierter J2ME-Umgebung.